# Lilla Stutvattnet (naturreservat)
Lilla Stutvattnet är ett naturreservat i Åsele kommun i Västerbottens län.
Området är naturskyddat sedan 1995 och är 116 hektar stort. Reservatet består av Lill-Stutvattnet med gles yngre tallskog omkring i nordost och barrskog i övrigt.